# Spinotarsus kruegeri
Spinotarsus kruegeri är en mångfotingart som beskrevs av Kraus 1966. Spinotarsus kruegeri ingår i släktet Spinotarsus och familjen Odontopygidae. Inga underarter finns listade i Catalogue of Life.